# Antónia Moreira
Antónia Moreira de Fátima (sinh ngày 26 tháng 4 năm 1982 tại Luanda), biệt danh là Faia, là một Judoka người Angola.
Cô thi đấu ở hạng cân +70 kg tại Thế vận hội Mùa hè 2004 và thua ở vòng 16 trước Kim Ryon-Mi của Triều Tiên.
Moreira cũng giành được huy chương tại Giải vô địch Judo châu Phi năm 2004 và 2005 (vàng năm 2004, bạc năm 2005) cũng như huy chương đồng tại Đại hội Thể thao toàn châu Phi 2007 và Giải vô địch Judo châu Phi 2008 và huy chương vàng tại Thế vận hội châu Phi 2015.
Tại Thế vận hội Olympic 2012, cô thi đấu ở hạng cân -70 kg và bị loại ở vòng hai bởi huy chương đồng cuối cùng là Yuri Alvear.
Tại Thế vận hội Mùa hè 2016 ở Rio de Janeiro, cô đã thi đấu ở hạng cân 70 kg nữ. Cô kết thúc ở vị trí thứ 9 sau khi bị Laura Vargas Koch của Đức đánh bại ở vòng hai.